# أشرف قنديل
أشرف قنديل ممثل مصري، وهو ابن الفنان الراحل حسين قنديل. بدأ أشرف قنديل نشاطه الفنى في منتصف الثمانينيات وأدى أدواراً مساعدة في أفلام السينما وهى غالبا دور الضابط أو المحقق، كما قام بالاشتراك في المسلسلات التلفزيونية (6 مسلسلات تلفزيونية وسهرة واحدة).

## قائمة أعماله
فيلم «لست مجرماً» للمخرج وصفي درويش، عام 1985
فيلم «عريس في اليانصيب» للمخرج إسماعيل حسن، عام 1989
سهرة تليفزيونية «بيان رسمي» للمخرج سيد طنطاوي، عام 1989
فيلم «نصيب الأسد» للمخرج صلاح سري، عام 1991
فيلم «احذروا هذه المرأة» للمخرج سيد طنطاوي، عام 1991
فيلم «بلطية بنت بحري» للمخرج صلاح سري، عام 1995
فيلم «المشخصاتي» للمخرج فخر الدين نجيدة، عام 2003
مسلسل «اختطاف» للمخرج إبراهيم الشقنقيري، عام 2003
فيلم «علي سبايسي» للمخرج محمد النجار، عام 2005
مسلسل «السيرة العاشورية: الحرافيش ج2» للمخرج خالد بهجت، عام 2005
فيلم «حسن ومرقص» للمخرج رامي إمام، عام 2008
فيلم «الديكتاتور» للمخرج إيهاب لمعي، عام 2009
مسلسل «المرافعة» للمخرج عمر الشيخ، عام 2014
مسلسل «هذا المساء» للمخرج تامر محسن، عام 2017
مسلسل «أبو العروسة» للمخرج كمال منصور، عام 2017
مسلسل «كأنه امبارح» للمخرج حاتم علي، عام 2018

## وصلات خارجية
- أشرف قنديل على موقع الدهليز
- أشرف قنديل على موقع قاعدة بيانات الأفلام العربية
- أشرف قنديل على الدهليز
- أشرف قنديل على كاروهات